# Aquad
Aquad es un programa bajo licencia GNU para el análisis de datos cualitativos (Inglés CAQDAS: Computer assisted qualitative data analysis software) que facilita el análisis de datos no estructurados en la investigación cualitativa en psicología, educación, sociología, filosofía, medicina, etnografía, política, etc. Los datos no estructurados se recolectan normalmente a través de la observación, introspección, relatos, grupos de discusión, entrevistas, etc.

## Autor
Aquad fue desarrollado en Alemania en 1987 por Günter L. Huber, profesor del Departamento de Psicología de la Educación en el Instituto de Ciencias de la Educación en la Universidad de Tübingen, para compensar la mano de obra limitada en el análisis de contenido para un proyecto de investigación.

## Descripción
Aquad proporciona herramientas como:
- Búsqueda de texto
- Codificación
- Escritura de anotaciones
- Análisis de palabras
- Recuperación por el nombre del archivo, los códigos, las palabras clave o los textos de las notas
- Tablas de análisis
- Construcción de hipótesis de vinculación
- Comparación de casos y archivos
- Análisis secuencial, como parte del enfoque de hermenéutica objetiva
- Comparación de casos mediante análisis booleano basado en el enfoque de Charles Ragin
- Exportación de datos a programas de análisis cuantitativos como R, SPSS y PSPP para el análisis estadístico

## Posibilidades

### Presentación de datos
Los datos pueden ser analizados como  textos escritos, audios, fotos o vídeos. Inicialmente, el software de análisis cualitativo de datos analizaba solo textos escritos. Inicialmente, los datos recogidos o grabados durante la observación, la introspección, los relatos, los diarios, los grupos de discusión, las entrevistas, etc. se transcribían y se analizaban las transcripciones.

### Localización de los datos
El programa permite analizar los datos directamente en la pantalla (análisis de un paso) o no digitalizados (análisis de dos pasos). El análisis de un paso permite introducir los códigos en pantalla con los datos digitalizados. El análisis de dos pasos permite introducir los códigos en pantalla manteniendo los documentos sin digitalizar sobre la mesa como los realia o en otros soportes como cámaras, TV, etc. De este modo, se pueden analizar grabaciones, diarios, incunables u otros objetos sin la necesidad de transcribirlos, tomar fotos o escanearlos.

### Comparación de casos o archivos con el análisis booleano
Aquad permite la comparación de casos o archivos a través de la minimización lógica. Se aplica el método booleano de comparación cualitativa por Ragin (1989) y detecta las características esenciales para identificar tipos de casos.

## Versiones
La versión actual disponible es AQUAD 8 que incluye ejemplos de análisis de textos escritos, audios, fotos y vídeos. La versión actual se distribuye bajo licencia GNU y el manual (Huber & Gürtler, 2013) también está disponibles en la web. Aquad puede conseguirse en alemán, inglés y castellano.